# 308-е бомбардировочное крыло (США, 1944—1948)
308-е бомбардировочное крыло (англ. 308th Bombardment Wing / 308th BW) — подразделение Военно-воздушных сил США, участвовавшее во Второй мировой войне. Существовало с 1944 по 1948 годы, последним местом службы крыла являлась Нагоя (там же оно было расформировано 30 июня 1948). Во Второй мировой войне с февраля 1944 по август 1945 годы 308-е крыло находилось в подчинении 5-й воздушной армии, участвуя в различных операциях с группами и эскадрильями. За действия на островах Лейте и Лусон отмечено Благодарностью президента Филиппинской республики за службу на Филиппинах с 22 октября 1944 по 16 июня 1945. С 1945 по 1947 годы 308-е крыло входило в состав оккупационных сил, но при этом де-факто не существовало после роспуска всего личного состава.

## История

### Подготовка
Командующий Дальневосточной воздушной армией генерал Джордж Кенни предложил в конце 1942 года создать воздушную армию из личного состава некоторых подразделений и разместить её на более оснащённой авиабазе. Предназначением новой армии должно было участие в конкретных операциях без выполнения каких-либо административных обязанностей, а после завершения операции — роспуск личного состава обратно по предыдущим подразделениям. Условное название этой армии было «Воздушная оперативная армия» (англ. Air Task Force). В Дободуре было сформировано временное подразделение под условным наименованием «Бунская оперативная армия» (позднее 1-я воздушная оперативная армия), личный состав которого набирался из продвинутого эшелона 5-й воздушной армии (англ. Advanced Echelon). Оперативная армия занималась обороной позиций в Дободуре с воздуха и с моря, совершала налёты на японские позиции в Рабауле и сбрасывала припасы союзным войскам в Лаэ и Саидоре.

### Новая Гвинея
1 февраля 1944 временная Воздушная оперативная группа стала 308-м бомбардировочным крылом. Первые аэродромы для крыла были созданы в Саидоре, на мысе Глостер и в Финшхафене. Продвинутый эшелон прибыл в Финшхафен и занялся оказанием поддержки 1-й кавалерийской дивизии во время её высадки в Момоте: он прикрывал части с воздуха, оказывал поддержку авиации и наносил ограниченные удары с воздуха. На следующий день после того, как пехота начала возводить базу на островах Вакде для расширения радиуса действия авиации, туда перелетел Продвинутый эшелон. Защита острова казалась достаточной, поэтому с 20 мая пехотные части стали эвакуироваться с островов, однако на следующий день японцы ворвались в лагерь. Личный состав оставшейся 303-й аэродромной эскадрильи сумел защитить лагерь. После создания взлётной полосы на аэродроме личный состав продолжил оборону лагеря, неся потери убитыми и ранеными.
308-е бомбардировочное крыло затем перелетело на остров Биак, чтобы подготовить аэродромы для будущего наступления на остров Моротай, однако последующее японское сопротивление привело к задержке сроков наступления, поэтому в качестве базы началась подготовка острова Ови. 22 июля авианалёт бомбардировщиков B-24 Liberator подавил последний очаг сопротивления на Ови, а последующая контратака японцев на остров была отбита усилиями крыла бомбардировщиков B-25 Mitchell, которое потопило три корабля, повредило ещё два и заставило японцев отступить. Крыло истребителей занималось тем временем прикрытием с воздуха высадки на остров Нумфор.
Многочисленные авианалёты американцев привели к выходу из строя множества японских аэродромов, а крыло бомбардировщиков B-25 Mitchell впервые нанесло удар по японским позициям на Филиппинах с момента оставления их американцами в мае 1942 года. В ходе вылетов с островов Ови и Биак истребители одержали 28 побед над японцами в воздухе и ещё уничтожили 55 самолётов на земле. Также были потоплены 30 грузовых кораблей, 91 малый корабль, ещё более 200 были повреждены.

### Филиппинские острова
До сентября 1944 года 308-е крыло не участвовало в операциях, начав совершать налёты с острова Холландия. 22 октября 1944 самолёты крыла приземлились на аэродроме города Таклобан на Филиппинах, и уже через два дня аэродром стал взлётной площадкой для самолётов ВМС США, которые участвовали в сражении в заливе Лейте (американские авианосцы были атакованы и не могли принимать самолёты). На взлётно-посадочную полосу самолёты садились в среднем каждые две минуты, и были нередки столкновения по причине невысокого качества полосы. Японские штурмовики готовы были вытеснить американцев, но 59 самолётов ВМС США к моменту прибытия штурмовиков уже вступили в бой. 27 октября аэродром был готов принять группу истребителей P-38 Lightning из 49-й истребительной группы, и эти истребители, изначально занимавшиеся обороной пляжа острова Лейте, вынудили японцев проводить налёты только по ночам. Во время боёв за Лейте крыло бомбардировщиков потопило один крейсер, восемь эсминцев и два эсминца сопровождения. 375 вражеских самолётов были уничтожены, и превосходство в воздухе было завоёвано уже к концу декабря стараниями крыла.
В январе 1945 года крыло перебазировалось в Лингаен, а штаб-квартира — в Бинмалей. 308-е крыло помогало I корпусу и партизанским силам, которые были сконцентрированы преимущество на севере Лусона. Крыло совершило несколько сотен вылетов для поддержки с воздуха около Багио. Японские силы ПВО были сокращены в связи с тем, что авиация союзников перешла от сопровождения бомбардировщиков к непосредственной штурмовке позиций противника. 308-е крыло начало налёты на Тайвань, атакуя заводы по производству топлива и взрывчатых веществ: бомбардировки Гонконга и Кантона должны были отрезать японские части от внешнего мира. В конце июня крыло прибыло на остров Окинава, где служило в качестве продвинутого эшелона для 5-й воздушной армии и Тихоокеанской воздушной армии, приняв на себя контроль над всеми воздушными подразделениями на острове вплоть до конца июля — начала августа, когда сюда перебазировалась штаб-квартира 7-й воздушной армии

### Оккупация
В конце 1945 года 308-е крыло бомбардировщиков перелетело в Корею, войдя в состав местных сил оккупаций. В 1947 году оно де-юре было переведено в Японию, но без личного состава и снабжения. Только 30 июня 1948 крыло было расформировано окончательно.

## Наименования
- Образовано как 308-е крыло тяжёлых бомбардировщиков 20 января 1944.
- Вступило в строй 1 февраля 1944
- Переименовано в 308-е крыло лёгких бомбардировщиков в марте 1946.
- Расформировано 30 июня 1948[1]

### Подчинение
- 5-я воздушная армия (1 февраля 1944 — 31 августа 1945)
- Дальневосточная воздушная армия (1 сентября 1945 — 30 июня 1948)[1]

### Аэродромы
| - Залив Оро (мыс Зюйдест), Новая Гвинея, 1 февраля 1944 - Ови, Шоутенские острова, Голландская Ост-Индия, 2 июля 1944 - Холландия, Джакарта, Голландская Ост-Индия, 10 августа 1944 - Таклобан, Лейте, Филиппины, 22 октября 1944 - Сан-Марселино, Лусон, Филиппины, 11 января 1945 | - Мотобу, Окинава, Япония, 16 июня 1945 - Сеул, Корея, 22 сентября 1945 - Кимпхо, Корея, 7 января 1946 - Нагоя, Япония, март 1947 – 30 июня 1948 |

### Компоненты

#### Группы
- 3-я группа коммандос[англ.]: 26 января — 18 мая 1945[13]
- 49-я истребительная группа[англ.]: 5 июня — 11 июля 1944; 26 сентября — 8 декабря 1944[14]
- 475-я истребительная группа[англ.]: 1 февраля 1946 — 22 марта 1947 (по гражданским делам: 1 февраля — 24 марта 1944; 23 сентября 1945 — 31 января 1946)[15]
- Группы, состоявшие в крыле с 1 февраля 1944 по 1 сентября 1945 на временной основе[16]:

| 3-я бомбардировочная группа 8-я истребительная группа 18-я истребительная группа 22-я бомбардировочная группа 35-я истребительная группа | 38-я бомбардировочная группа 43-я бомбардировочная группа 58-я истребительная группа 90-я бомбардировочная группа 312-я бомбардировочная группа | 345-я бомбардировочная группа 348-я истребительная группа 375-я транспортная группа 417-я бомбардировочная группа 494-я экспедиционная авиагруппа |

#### Оперативные эскадрильи
- 4-я разведывательная эскадрилья[англ.]: 22 октября 1945 — 14 апреля 1946[17]
- 26-я эскадрилья фотографической разведки[англ.]: 21 ноября 1945 — 20 февраля 1946 (прикреплена с 22 октября по 21 ноября 1945)[18]
- 160-я эскадрилья связи: 25 марта — 20 мая 1946 (по гражданским делам: 22 сентября 1945 — 25 марта 1946)[19]
- 418-я ночная истребительная эскадрилья[англ.]: 1 февраля — 15 мая 1944; 9 — 30 июля 1945 (по гражданским делам)[20]
- 547-я ночная истребительная эскадрилья[англ.]: 16 января — февраль 1945 (прикреплена)[21]

#### Подразделения флота и морской пехоты на Окинаве[16]
| - MAG 24 - MAG 32 - VMF-115 - VMF-211 | - VMF-218 - VMF-313 - VMF(N)-541 - VB-117 |

### Награды
| Лента за кампанию | Кампания             | Даты                             | Источники |
| ----------------- | -------------------- | -------------------------------- | --------- |
|                   | Air Offensive, Japan | 1 февраля 1944 — 2 сентября 1945 | [ 1 ]     |
|                   | China Defensive      | 1 февраля 1944 — 4 мая 1945      | [ 1 ]     |
|                   | New Guinea           | 1 февраля — 31 декабря 1944      | [ 1 ]     |
|                   | Bismarck Archipelago | 1 февраля — 27 ноября 1944       | [ 1 ]     |
|                   | Western Pacific      | 17 апреля 1944 — 2 сентября 1945 | [ 1 ]     |
|                   | Leyte                | 17 октября 1944 – 1 июля 1945    | [ 1 ]     |
|                   | Luzon                | 15 декабря 1944 — 4 июля 1945    | [ 1 ]     |
|                   | Ryukus               | 26 марта — 2 июля 1945           | [ 1 ]     |
|                   | China Offensive      | 5 мая — 2 сентября 1945          | [ 1 ]     |